# أوردونا
أوردونا (بالإيطالية: Ordona) هي بلدية في مقاطعة فودجا في إقليم بوليا الإيطالي.

## السكان
في سنة 1861 بلغ عدد السكان 600 نسمة، وتطور العدد ليصل في سنة 2011 لـ 2٬654 نسمة.
يظهر هذا المخطط البياني تطور النمو السكاني لـ أوردونا